# برزافره
برزافره (در پارسی امروزین: فریبرز، در لاتین: Barzapharnes) سردار اشکانی در نیمه دوم سده اول پیش از میلاد بود با که همراهی پاکور یکم به روم حمله برد و برای مدت کوتاهی بر منطقه گسترده‌ای از قلمرو روم استیلا یافت.
در سال ۴۰ پیش از میلاد لابینوس در جریان جنگ داخلی روم به جبهه اشکانیان پیوست و به دعوت وی پاکور اول و سردارش برزافره با عبور از فرات پا به قلمرو رومی گذاردند. حمله اولیه اشکانیان موفقیت‌آمیز نبود اما با همراهی لابینوس که توانسته بود بخشی از سربازان رومی مستقر در سوریه را با خود همراه کند، اشکانیان لوسیوس دسیدیوس ساکسا ژنرال رومی گمارده شده از سوی مارکوس آنتونیوس را شکست داده و سوریه را به قلمرو خود اضافه کردند. پس از این پیروزی لابینوس با سپاه خود به تعقیب ساکسا در آسیای صغیر پرداخت. برزافره و پاکور به جنوب تاخته و اورشلیم را فتح نمودند و در کوتاه مدتی تمام یهودیه به تصرف اشکانیان در آمد.
در سال ۳۹ پیش از میلاد لابینوس که بخش از بزرگی از آسیای صغیر را فتح کرده بود توسط قوای رومی کشته شد و اشکانیان تسلط خود بر سوریه و آسیای صغیر را از دست دادند. تا سال ۳۷ پیش از میلاد هیرود با حمایت روم موفق شد اشکانیان را به کلی از یهودیه بیرون براند، در جریان این جنگ‌ها پاکور اول کشته شد اما از سرنوشت برزافره اطلاعی در دست نیست.